# Подляшецький Ярослав Северинович
Яросла́в Подляше́цький (27 січня 1888, Турильче, Королівство Галичини та Володимирії, Австро-Угорщина — ?) — український громадсько-політичний діяч, правник.

## Життєпис
Народився в селі Турильче 27 січня 1888 року в родині священника. Дитячі роки провів у Касперівцях, Заліщиках, Чорткові та Заліссі.
Навчався в Бучацькій гімназії, яку закінчив 1907 року. Після цього вивчав право у Львівському університеті.
Був членом Української радикальної партії. До 1914 року Подляшецький проходив суддівську практику в містах Галичини. Під час Першої світової війни він переїхав до Відня, де 1916 року здобув науковий ступінь доктора права у Віденському університеті.
Після переходу уряду ЗУНР у вигнання та створення 25 липня 1920 року Колегії уповноважених Диктатора Подляшецький був призначений помічником уповноваженого зі справ преси та пропаганди Осипа Назарука. 17 жовтня 1921 року Диктатор ЗУНР Євген Петрушевич призначив Подляшецького референтом для зв'язку з краєм; на цій посаді відвідував Закарпаття, що відійшло до Чехословаччини, щоб встановити зв'язки з Галичиною. З літа 1922 року, коли Назарук емігрував до Канади, Подляшецький замінив його на посаді уповноваженого зі справ преси та пропаганди. Входив до складу головної ради Західно-Українського товариства Ліги Націй, згодом був членом президії та віцепрезидентом.
Після припинення діяльності уряду ЗУНР проживав у Відні й публікував статті в газеті «Український Прапор». Подальша доля невідома.